# Basílica de Santi Cosma e Damiano
La basílica de Sant Cosme i Sant Damià és una església al Fòrum Romà, formada per diversos edificis romans originals. L'edifici circular a l'entrada al Fòrum (no s'utilitza avui dia) va ser construït a principis del segle iv com un temple romà, es creu que dedicat a Valeri Ròmul, el fill deïficat de l'emperador Maxenci. L'edifici principal va ser potser la biblioteca d'un fòrum imperial. Té dignitat de basílica menor.
Es va convertir en una església el 527 i conté parts importants però molt restaurades d'art paleocristià, especialment en els seus mosaics.
Avui dia és una de les antigues esglésies anomenades titulars, de les quals els cardenals són rectors com a cardenals diaques. La basílica, dedicada als dos germans grecs, metges i màrtirs sants Cosme i Damià, es troba als Fòrum de Vespasià, també conegut com el Fòrum de la Pau.

## Història

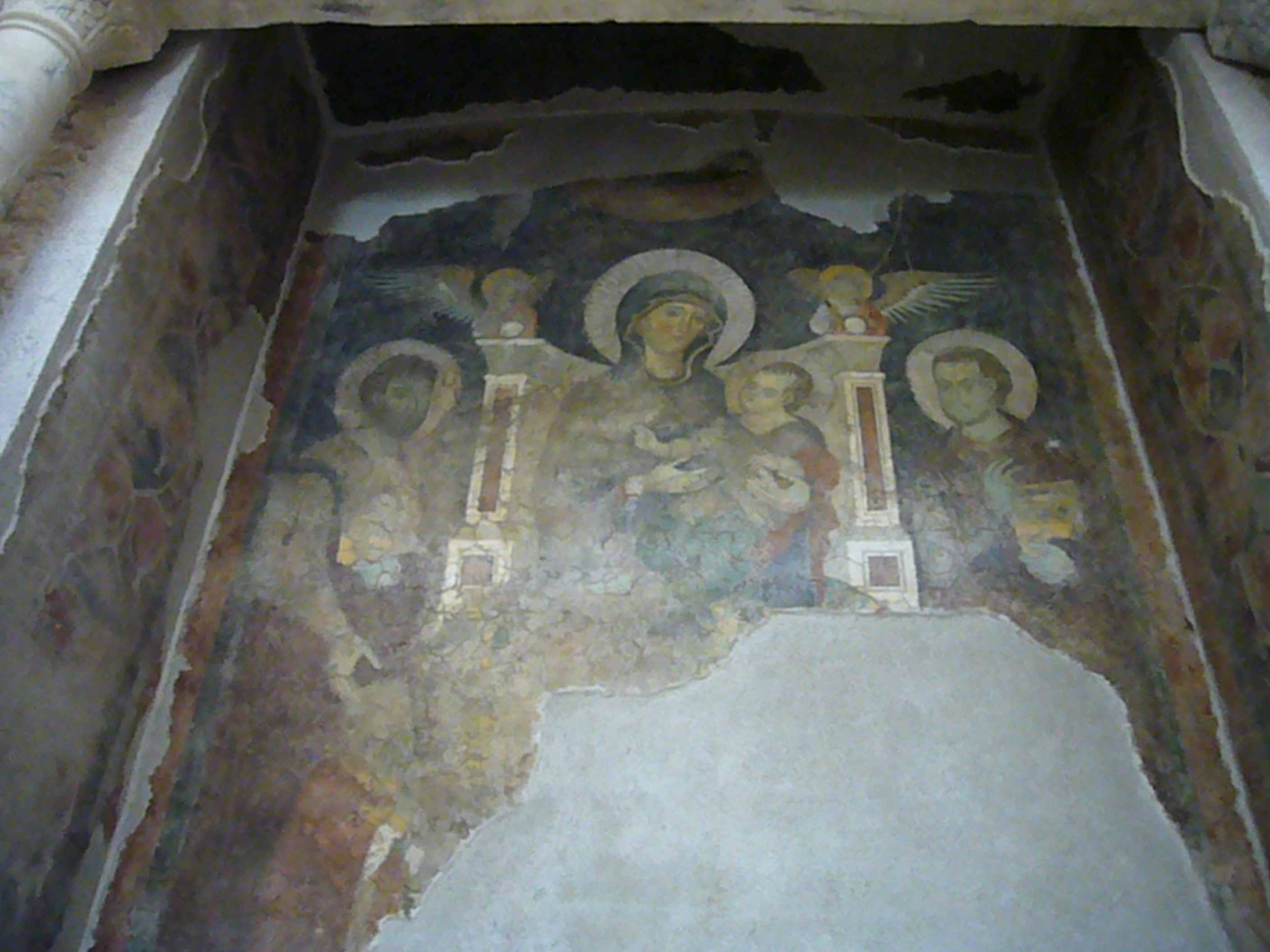
Antic altar de la Mare de Déu al tron amb els dos sants titulars

Tradicionalment es considera que el temple va ser dedicat per l'emperador Maxenci al seu fill i co-cònsol Valeri Ròmul, que va morir el 309 i va rebre honors divins. La construcció del temple va ser probablement part d'un programa de reconstrucció d'increïble intensitat duta a terme per Maxenci a la zona, després d'un desastrós incendi al 306; el projecte només estava parcialment complet a la seva mort. La identificació del temple amb Valeri Ròmul és provisional, basat en la troballa d'una moneda que data de 307 dC que mostra la forma distintiva de l'edifici, i una dedicació propera a Valeri Ròmul com un mortal divinitzat. També s'ha especulat que el temple fos una reconstrucció del temple original de "Júpiter Estator", o un dedicat als Penats, restaurat per Maxenci.
El temple va ser cristianitzat i dedicada als sants Cosme i Damià l'any 527, quan Teodoric el Gran, rei dels ostrogots, i la seva filla Amalasunta donaren la biblioteca del Fòrum de la Pau (Bibliotheca Pacis) i una part del temple de Ròmul al Papa Fèlix IV. El papa va unir als dos edificis per crear una basílica dedicada als dos germans i sants grecs, Cosme i Damià, en contrast amb l'antic culte pagà dels dos germans Càstor i Pòl·lux, que havien estat adorats en el proper Temple de Càstor i Pòl·lux . L'absis estava decorat amb un mosaic romano-romà d'Orient, que representa la parusia, la Segona vinguda de Crist al final dels temps. Els cossos dels sants Marc i Marcel·lià van ser traslladats, potser al segle ix, a aquesta església, on van ser descoberts en 1583 durant el regnat del papa Gregori XIII.
El 1632, el Papa Urbà VIII va ordenar la restauració de la basílica. Les obres, projectades per Orazio Torriani i dirigides per Luigi Arrigucci, van elevar el nivell del pis set metres, igualant-se amb el Campo Vaccino, evitant així les filtracions d'aigua. A més, es va afegir un claustre. El vell sòl de la basílica és encara visible a l'església inferior, que és en realitat la part inferior de la primera església.
El 1947, les restauracions dels fòrums imperials van donar una nova estructura de l'església. L'antiga entrada, a través del Temple de Ròmul, va ser tancada, i el temple va ser restaurat a la seva forma original; amb el Panteó, el temple de Ròmul és el temple pagà millor conservat a Roma. Una nova entrada es va obrir a la banda oposada (a la via dei Fori Imperiali), l'arc del qual dona accés al claustre, i a través d'aquest cap al costat de la basílica.

## Estructura i obres d'art
Al costat de la nova entrada al complex, es troben les estances amb el paviment de marbre original del Fòrum de la Pau, i la paret, on es van penjar les 150 plaques de marbre de la Forma Urbis Romae. A través del claustre, l'entrada a l'església s'obre al costat de l'única nau. El pla de la basílica segueix les normes de la Contrareforma: una sola nau, amb tres capelles per costat, i el gran absis, que ara es veu molt sobredimensionat a causa de la reducció de l'alçada de la restauració feta al segle xvii, emmarcada pel arc de triomf, també mutilat per la restauració.

### El mosaic de l'absis

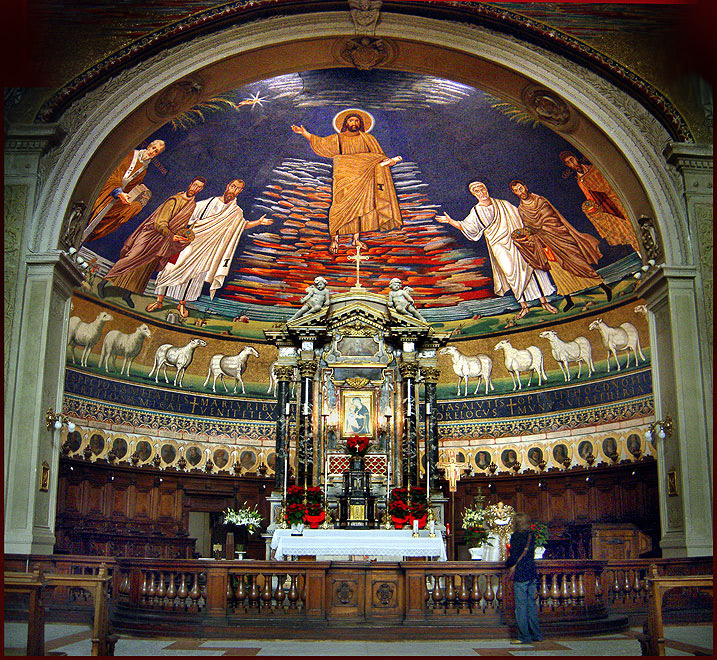
El mosaic de l'absis, fet vers el 530, representa l'entrada dels sons santes al Cel

L'absis està decorat amb un mosaic del voltant del 530 amb una escena que representa l'acollida al Cel dels dos sants titulars de l'església cel: al centre domina la figura de Crist amb un rotlle a la mà esquerra i amb la dreta que indica un estel, elevat pel que fa a les altres figures i descansant sobre els núvols vermells i blavosos, que també envaeixen el cel blau darrere d'ell, mentre que en els seus costats en un petit camp idíl·lic on amb Sant Pere que li presenta a Sant Cosme i a Sant Teodor (dreta), i Sant Pau presentant a Sant Damià i al Papa Fèlix IV; que sosté un model de l'església. Al tambor de sota hi ha representats els apòstols en forma d'ovelles.
És una representació de gran força expressiva, el resultat de la capacitat d'un mestre que es veu en els exemples del segle V que tracten de sintetitzar-los en una composició innovadora, que utilitza l'eurítmia de la disposició de grans figures, els gestos (veure la mà de sant Pere que es posa afectuosament amb la de Sant Damià) i l'expressivitat una mica congelada però fortament caracteritzada de les cares per tal de resoldre eficaçment el problema d'una representació de set figures, sovint dificultada per la necessitat de contenir totes les imatges sense sacrificar seva visibilitat a la distància. D'acord amb Guglielmo Matthiae, aquest artista pretén fer una fórmula representativa de fa diverses dècades per convertir-se en legal a Roma (veure, abans de res, per exemple, mosaics a l'absis de la de santa Pràxedes i de la propera església de sant Teodor), però no havia inclòs en la seva voluntat d'entendre - a través reconstrucció moderna de dispositius obsolets estilístics (la megalografia, els núvols de color, quadrant les figures) i en alguns punts arriba a les solucions contemporàrines de Ravenna - el temps d'entrada dels dos sants taumaturgs al Cel. El següent pas del mosaic romà està, de fet, bastant més proper a l'abstracció d'influència romana d'Orient (absis de Santa Agnès o Sant Stefano Rotondo), el que fa que aquest mosaic sigui probablement l'última obra mestra de la pintura romana paleocristiana.

## El títol cardenalici
Segons el Liber Pontificalis, la diaconia de Santi Cosma e Damiano, va ser erigida pel Papa Adrià I. La seva basílica, construïda pel Papa Fèlix IV, va sorgir a partir de la transformació d'un gran edifici pagà.

### Titulars
- Pietro Pierleoni (1106 - desembre de 1120 elegit antipapa)
- Vacante (1120 - 1130)
- Guido da Vico, (1130 - 1150)
- Rolando Bandinelli, C.R.L. (d'octubre de 1150 - 1152 nomenat cardenal prevere de San Marco, posteriorment elegit papa Alexandre III)
- Boso Breakspear O.S.B., (1155 - 1165)
- Vacante (1165 - 1205)
- Giovanni Colonna (1205 - 1216 nomenat cardenal prevere de Santi Giovanni e Paolo)
- Gil Torres (desembre de 1216 - 5 de novembre de 1254 mort)
- Vacante (1254 - 1262)
- Giordano Pironti (22 de maig de 1262 - octubre de 1269 mort)
- Vacante (1269 - 1295)
- Benedetto Caetani (1295 - 14 de desembre de 1297 mort)
- Vacante (1297 - 1305)
- Guillaume Ruffat des Forges (15 de desembre de 1305 - 1306 nomenat cardenal prevere de Santa Pudenziana)
- Luca Fieschi (1306 - 31 de gener de 1336 mort)
- Vacante (1336 - 1402)
- Leonardo Cybo (27 de febrer de 1402 - 1404 mort)
- Jean Gilles (12 de juny de 1405 - 1 de juliol de 1408 mort)
- Pietro Stefaneschi (2 de juliol de 1409 - 1410 nomenat cardenal diaca de Sant'Angelo in Pescheria)
  - Francesco Zabarella (6 de juny de 1411 - 26 de setembre de 1417 mort), pseudocardenal de l'antipapa Joan XXIII
- Vacante (1417 - 1426)
- Ardicino della Porta el Vell (27 de maig de 1426 - 9 d'abril de 1434 mort)
- Vacante (1434 - 1477)
- Pere de Foix (15 de gener de 1477 - d'agost de 1485 nomenat cardenal prevere de San Sisto)
- Vacante (1485 - 1493)
- Alessandro Farnese (23 de setembre de 1493 - 29 de novembre de 1503); in commendam (29 de novembre de 1503 - 25 de setembre de 1513, posteriorment elegit papa Pau III)
- Innocenzo Cybo (29 de setembre de 1513 - 26 de juny de 1517 nomenat cardenal diaca de Santa Maria in Domnica)
- Giovanni Salviati (13 de novembre de 1517 - 8 de gener de 1543 nomenat cardenal bisbe d'Albano)
- Giacomo Savelli (8 de gener de 1543 - 9 de març de 1552 nomenat cardenal diaca de San Nicola in Carcere)
- Girolamo Simoncelli (5 de desembre de 1554 - 15 de gener de 1588 nomenat cardenal prevere de Santa Prisca)
- Federico Borromeo seniore (9 de gener de 1589 - 20 de març de 1589 nomenat cardenal diaca de Sant'Agata alla Suburra)
- Guido Pepoli (15 de gener de 1590 - 6 de febrer de 1592 nomenat cardenal diaca de Sant'Eustachio)
- Flaminio Piatti (9 de març de 1592 - 15 de març de 1593 nomenat cardenal prevere de San Clemente)
- Vacante (1593 - 1623)
- Agostino Spinola Basadone (18 de desembre de 1623 - 24 de març de 1631 nomenat cardenal prevere de San Bartolomeo all'Isola)
- Alessandro Cesarini (6 de setembre de 1632 - 9 de febrer de 1637 nomenat cardenal diaca de Santa Maria in Cosmedin)
- Vacante (1637 - 1645)
- Benedetto Odescalchi (24 d'abril de 1645 - 21 d'abril de 1659 nomenat cardenal prevere de Sant'Onofrio, posteriorment elegit papa Innocenci XI)
- Odoardo Vecchiarelli (19 d'abril de 1660 - 31 de juliol de 1667 mort)
- Leopoldo de' Medici (9 d'abril de 1668 - 14 de maig de 1670 nomenat cardenal diaca de Santa Maria in Cosmedin)
- Niccolò Acciaiuoli (19 de maig de 1670 - 19 d'octubre de 1689 nomenat cardenal diaca de Santa Maria in Via Lata)
- Fulvio Astalli (19 d'octubre de 1689 - 19 de febrer de 1710 nomenat cardenal prevere de Santi Quirico e Giulitta)
- Vacante (1710 - 1730)
- Bartolomeo Ruspoli (22 de novembre de 1730 - 21 de maig de 1741 mort)
- Mario Bolognetti (23 de setembre de 1743 - 15 de maig de 1747 nomenat cardenal diaca de San Nicola in Carcere)
- Carlo Vittorio Amedeo delle Lanze (31 de juliol de 1747 - 2 d'octubre de 1747 nomenat cardenal prevere de San Sisto)
- Vacante (1747 - 1753)
- Ludovico Maria Torriggiani (10 de desembre de 1753 - 22 d'abril de 1754 nomenat cardenal diaca de Santi Vito, Modesto e Crescenzia)
- Vacante (1754 - 1756)
- Girolamo Colonna di Sciarra (20 de setembre de 1756 - 22 de setembre de 1760 nomenat cardenal diaca de Sant'Agata alla Suburra)
- Cornelio Caprara (25 de gener de 1762 - 5 d'abril de 1765 mort)
- Benedetto Veterani (1 de desembre de 1766 - 12 d'agost de 1776 mort)
- Vacante (1776 - 1785)
- Antonio Maria Doria Pamphilj (11 d'abril de 1785 - 30 de març de 1789 nomenat cardenal diaca de Santa Maria ad Martyres)
- Ludovico Flangini (14 de desembre de 1789 - 21 de febrer de 1794 nomenat cardenal diaca de Sant'Agata alla Suburra)
- Vacante (1794 - 1816)
- Giovanni Caccia-Piatti (29 d'abril de 1816 - 15 de setembre de 1833 mort)
- Vacante (1833 - 1858)
- Pietro de Silvestri (18 de març de 1858 - 27 de setembre de 1861 nomenat cardenal prevere de San Marco)
- Vacante (1861 - 1879)
- Tommaso Maria Zigliara, O.P. (15 de maig de 1879 - 1 de juny de 1891 nomenat Cardenal prevere de Santa Prassede)
- Vacante (1891 - 1896)
- Raffaele Pierotti, O.P. (3 de desembre de 1896 - 7 de setembre de 1905 mort)
- Ottavio Cagiano de Azevedo (14 de desembre de 1905 - 6 de desembre de 1915 nomenat cardenal prevere de San Lorenzo in Damaso)
- Andreas Frühwirth, O.P., titolo pro illa vice (7 de desembre de 1916 - 19 de desembre de 1927 nomenat cardenal prevere de San Lorenzo in Damaso)
- Vacante (1927 - 1935)
- Vincenzo Lapuma (19 de desembre de 1935 - 4 de novembre de 1943 mort)
- Vacante (1943 - 1953)
- Crisanto Luque Sánchez, titolo pro illa vice (15 de gener de 1953 - 7 de maig de 1959 mort)
- Francesco Morano (17 de desembre de 1959 - 12 de juliol de 1968 mort)
- Johannes Willebrands (30 d'abril de 1969 - 6 de desembre de 1975 nomenat cardenal prevere de San Sebastiano alle Catacombe)
- Eduardo Francisco Pironio (24 de maig de 1976 - 22 de juny de 1987); títol pro illa vice (22 de juny de 1987 - 11 de juliol de 1995 nomenat cardenal bisbe de Sabina-Poggio Mirteto)
- Giovanni Cheli (21 de febrer de 1998 - 1 de març de 2008); titolo pro illa vice (1 de març de 2008 - 8 de febrer de 2013 mort)
- Beniamino Stella, (22 de febrer de 2014-1 de maig de 2020), nomenat cardenal bisbe de Porto-Santa Rufina
- Mario Grech, des del 28 de novembre de 2020

## Llibres i articles
- Pietro Chioccioni, La Basilica E Il Convento Dei Santi Cosma E Damiano in Roma (Roma: Curia Generalizia dell'Ordine, 1963).
- Roberta Budriesi, La Basilica dei Ss. Cosma e Damiano a Roma (Bologna: Patron 1968).
- Vitaliano Tiberia, Il Restauro Del Mosaico Della Basilica Dei Santi Cosma E Damiano a Roma (Todi, Perugia: Ediart, 1991) [Arte e restauro, 7].
- Roma, Touring Club Italiano, 2004, pp. 276–277.
- Tucci, Pier Luigi, "Nuove acquisizioni sulla basilica dei Santi Cosma e Damiano", Studi Romani 49 (2001) 275–293
- Tucci, Pier Luigi, "The Revival of Antiquity in Medieval Rome: the Restoration of the Basilica of SS. Cosma e Damiano in the Twelfth Century", Memoirs of the American Academy in Rome 49 (2004) 99–126.
- Jacalyn Duffin, Medical Saints: Cosmas and Damian in a Postmodern World (NY-Oxford: Oxford University Press 2013).